# Gymnotus carapo
Gymnotus carapo és una espècie de peix pertanyent a la família dels gimnòtids.

## Descripció
- Fa 76 cm de llargària màxima i 1.243 g de pes.[3][4]

## Reproducció
És ovípar i els mascles excaven nius per als ous i les larves.

## Alimentació
Menja sobretot de nit cucs, insectes (com ara, larves d'odonats), gambes, peixos (principalment dels gèneres Curimata i Ctenobrycon) i matèria vegetal.

## Hàbitat
És un peix d'aigua dolça, potamòdrom, bentopelàgic i de clima subtropical (22 °C-28 °C).

## Distribució geogràfica
Es troba des del sud de Mèxic fins al Paraguai, incloent-hi l'illa de Trinitat.

## Costums
És agressiu.

## Observacions
És inofensiu per als humans.